# Давид Шартава
Давид Шартава (1975, м. Тбілісі, Грузія — 18 квітня 2021, зона ООС) — український військовик грузинського походження, старший солдат 128-ї окремої гірсько-штурмової бригади, учасник російсько-української війни. Лицар ордена «За мужність» III ступеня (2021).

## Життєпис
Від 2016 — доброволець Збройних сил України у складі «Грузинського національного легіону». Від 29 липня 2019 року в складі Закарпатського легіону.
Загинув 18 квітня 2021 року унаслідок ворожого обстрілу.

## Нагороди та вшанування
- Указом Президента України № 371/2021 від 18 серпня 2021 року «за особисту мужність і високий професіоналізм, виявлені у захисті державного суверенітету та територіальної цілісності України, вірність військовій присязі» — нагороджений орденом «За мужність» III ступеня (посмертно).